# 南澤奈央的真實愛戀
南澤奈央的真實愛戀（南沢奈央のビビッとコイ!），是日本放送的廣播節目，主持人為南澤奈央。節目長度20分鐘。

## 播放時間
- 毎週星期三21:30～21:50

## 歷史時段
- 2008年3月31日－2008年9月29日：毎週星期一21:20〜21:50
- 2008年10月5日－2009年3月29日：毎週星期日23:30〜24:00
- 2009年4月8日－：毎週星期三21:30～21:50

## 來賓
- 桐谷美玲－2008年10月26日、2008年11月2日。
- 溝端淳平－2008年12月7日、2008年12月14日、2009年2月15日。
- 木村了－2008年12月21日。

## 聯絡
- 電子郵件minamisawa@allnightnippon.com

## 外部連結
- 南澤奈央官方網站（页面存档备份，存于）
- 時間表（页面存档备份，存于）